# Федорівка (Зміївська міська громада)
Фе́дорівка —  село в Україні, у Зміївській міській громаді Чугуївського району Харківської області. Населення становить 224 осіб. До 2020 орган місцевого самоврядування — Бірківська сільська рада.

## Географія
Село Федорівка примикає до сіл Бірки, Гужвинське, Кирюхи, за 1,5 км розташована залізнична станція Бірки.

## Історія
1649 — дата заснування.
12 червня 2020 року, відповідно до Розпорядження Кабінету Міністрів України  № 725-р «Про визначення адміністративних центрів та затвердження територій територіальних громад Харківської області», увійшло до складу Зміївської міської громади.
19 липня 2020 року, в результаті адміністративно-територіальної реформи та ліквідації Зміївського району, село увійшло до складу Чугуївського району Харківської області.

## Населення

### Мова
Розподіл населення за рідною мовою за даними перепису 2001 року:
| Мова            | Кількість | Відсоток |
| --------------- | --------- | -------- |
| українська      | 191       | 85.27%   |
| російська       | 31        | 13.83%   |
| болгарська      | 1         | 0.45%    |
| інші/не вказали | 1         | 0.45%    |
| Усього          | 224       | 100%     |

## Економіка
- Птахо-товарна ферма.